# Zdeno Chára
Zdeno Chára (* 18. März 1977 in Trenčín, Tschechoslowakei) ist ein ehemaliger slowakischer Eishockeyspieler. Der Verteidiger bestritt zwischen 1997 und 2022 insgesamt 1680 Partien für die New York Islanders, Ottawa Senators, Boston Bruins und Washington Capitals in der National Hockey League (NHL). Den Großteil davon verbrachte er bei den Bruins, die er auch über seine gesamte Zeit in Boston von 2006 bis 2020 als Kapitän anführte. Mit dem Team gewann er in den Playoffs 2011 den Stanley Cup.
Der Slowake galt als einer der besten Abwehrspieler seiner Generation, so wurde er 2009 mit der James Norris Memorial Trophy als bester Verteidiger der Liga ausgezeichnet, während er in Anbetracht seiner Körpergröße vor allem für seine außergewöhnliche Physis bekannt war – mit 2,06 Metern ist er bis heute der größte Spieler, der je ein NHL-Spiel bestritt. In der NHL-Historie absolvierte zudem kein Verteidiger mehr Spiele in der regulären Saison als er, ein Rekord, den er im Februar 2022 von Chris Chelios übernahm.
Mit der slowakischen Nationalmannschaft gewann Chàra jeweils die Silbermedaille bei den Weltmeisterschaften 2000 und 2012 und vertrat das Team bei drei Olympischen Winterspielen. Seit 2025 gehört er der Hockey Hall of Fame und der IIHF Hall of Fame an.

## Karriere

### Erste NHL-Station bei den New York Islanders (1997–2001)

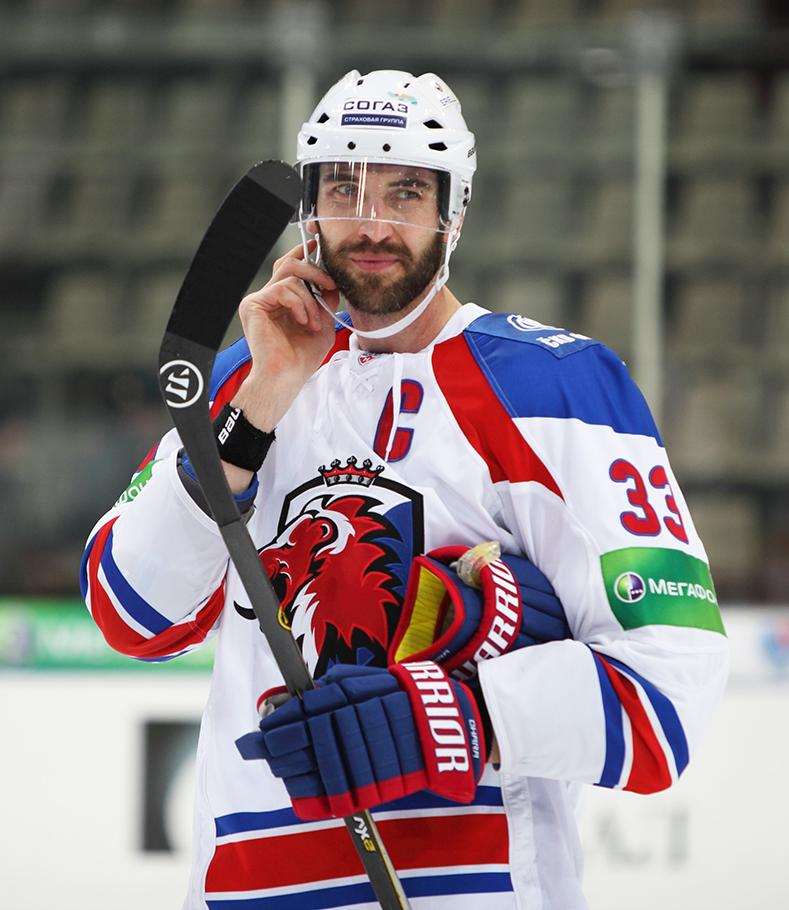
Chára im Trikot des HC Lev Prag, November 2012

Zdeno Chára begann seine Karriere in seinem Geburtsort bei Dukla Trenčín. Während des NHL Entry Draft 1996 wurde er in der dritten Runde an insgesamt 56. Position von den New York Islanders gezogen und wechselte im selben Jahr in die kanadische Juniorenliga Western Hockey League zu den Prince George Cougars, die ihn beim CHL Import Draft desselben Jahres als insgesamt sechsten Spieler ausgewählt hatten. In den nächsten beiden Jahren wechselte er zwischen dem jeweiligen Farmteam und den Islanders, konnte sich jedoch in den Spielzeiten 1999/2000 und 2000/01 im NHL-Kader der New Yorker etablieren. Im Jahr 2001 startete er die Saison noch beim slowakischen Erstligisten HC Dukla Trenčín, wechselte aber nach wenigen Spielen zu den Ottawa Senators, die ihn von den Islanders gemeinsam mit einem Draftrecht (Jason Spezza) für Alexei Jaschin verpflichtet hatten.

### Ottawa Senators (2001–2006)
In seiner ersten Saison in Ottawa zeigte Chára erstmals sein Offensivpotential, indem er insgesamt zehn Treffer markierte. Durch seine verbesserte Schusspräzision wurde er zunehmend auch im Überzahlspiel eingesetzt und entwickelte sich langsam zu einem Zwei-Wege-Verteidiger, der sowohl das Defensiv- als auch das Offensivspiel beherrscht. Im folgenden Jahr etablierte sich der Slowake als einer der besten Verteidiger der Liga und erhielt daher die erste Nominierung für ein All-Star-Game. Auch die Saison 2003/04 verlief für den Linksschützen erfolgreich, bei der Vergabe der James Norris Memorial Trophy für den besten Verteidiger der NHL musste er sich als Zweitplatzierter lediglich Scott Niedermayer geschlagen geben.
Während des Lockouts in der Saison 2004/05 spielte Chára beim schwedischen Club Färjestad BK.

### Boston Bruins (2006–2020)
Trotz seiner guten Leistungen verzichtete Ottawa aus finanziellen Gründen auf ein erneutes Vertragsangebot für Chára, sodass sein Vertrag bei den Senators mit dem Ende der Saison 2005/06 auslief und er den Status eines Free Agents bekam. Daraufhin unterschrieb der Verteidiger einen Fünfjahreskontrakt bei den Boston Bruins, wo man ihn aufgrund des Weggangs von Joe Thornton unmittelbar zum  Mannschaftskapitän ernannte. In der Saison 2007/08 schieden die Bruins zwar bereits in der ersten Play-off-Runde gegen die Canadiens de Montréal aus, zeigten sich jedoch nach einem personellen Umbruch in der Vorsaison stark verbessert und auch die zunächst kritisierte Verpflichtung Cháras wurde aufgrund seiner guten Leistungen als positiv bewertet. So wurde er im Anschluss an die Saison erneut für die Norris Trophy nominiert, konnte sich jedoch bei der Wahl abermals nicht durchsetzen. Bei der Skills-Competition im Rahmen des NHL All-Star Game 2009 stellte der Slowake im Wettkampf um den härtesten Schlagschuss einen neuen NHL-Rekord auf. Er beförderte die Scheibe mit einer Geschwindigkeit von 105,4 mph (169,5 km/h) ins Tor und überbot den alten Rekord von Al Iafrate. Das gewonnene Preisgeld in Höhe von 24.000 US-Dollar spendete Chára an die Entwicklungshilfeorganisation Right To Play, deren Markenbotschafter er gleichzeitig ist.
Während der Saison 2008/2009 bestätigte der Defensivspieler die teils hervorragenden Leistungen der Vorjahre und erzielte insgesamt 19 Tore sowie 31 Vorlagen. Daraufhin gewann er zum ersten Mal die James Norris Memorial Trophy als bester Verteidiger der Liga und setzte sich dabei gegen Mike Green und Nicklas Lidström durch. Trotz einer etwas weniger offensivstarken Folgesaison wurde Cháras Vertrag bei den Bruins im Oktober 2010 um sieben Jahre verlängert. In der Spielzeit 2010/11 nominierte man den Slowaken erneut für das All-Star Game, wo er mit einer Schussgeschwindigkeit von 105,9 mph (170,43 km/h) seinen eigenen Rekord brach. Im Spiel gegen die Carolina Hurricanes im Januar 2011 gelang ihm das für Verteidiger ungewöhnliche Kunststücks eines Hattricks, was zuvor lediglich drei anderen Verteidiger in der Geschichte der Bruins gelang. Die erfolgreiche Saison 2010/11 wurde durch den Stanley-Cup-Sieg der Bruins komplettiert, was Chára in der Historie der NHL zum ersten slowakischen und zweiten europäischen Kapitän nach Nicklas Lidström (2008) machte, dem dies gelang.
Im Rahmen des NHL All-Star Game 2012 konnte Chára seinen eigenen Rekord erneut überbieten, als er einen Schuss mit gemessenen 108,8 mph (175,1 km/h) abgab, nachdem Shea Weber im gleichen Wettbewerb Cháras Bestmarke von 2011 zunächst um 0,1 mph überboten hatte. Insgesamt verzeichnete der Slowake damit zwischen 2007 und 2012 fünf Mal infolge den härtesten Schuss der NHL. Im März 2012 absolvierte er im Spiel gegen die Los Angeles Kings seine 1000. Partie in der NHL.
Aufgrund des NHL-Lockouts spielte Chára zwischen Oktober und Dezember 2012 für den HC Lev Prag in der Kontinentalen Hockey-Liga und absolvierte dabei 25 KHL-Partien für den HC Lev. Obwohl er nur einige Monate in Prag verbrachte, wurde er im Saisonverlauf für das KHL All-Star Game nominiert. Nach Beendigung des Lockouts kehrte er zu den Bruins zurück und spielte erneut eine solide Saison, kam jedoch nicht an seine Offensivleistung aus den Vorjahren heran. Das lag insbesondere an der gravierenden Schwäche des Überzahlspiels der Bruins in der Saison 2012/13, so konnte Chára trotz vieler Versuche in diesen Situationen lediglich eine Vorlage beisteuern. Sein herausragendes Defensivspiel dagegen war maßgeblich mitverantwortlich für das Erreichen des Stanley-Cup-Finals der Bruins am Ende der Saison. Dort unterlag man allerdings den Chicago Blackhawks.
Auch in den folgenden Jahren war Chára trotz seines Alters ein fester Bestandteil von Bostons NHL-Aufgebot. Im November 2019 wurde er zum erst sechsten Verteidiger der Ligahistorie (nach Chris Chelios, Scott Stevens, Larry Murphy, Ray Bourque und Nicklas Lidström), der die Marke von 1500 absolvierten Partien in der regulären Saison erreichte. Nach der Spielzeit 2019/20 endete seine Ärä in Boston, da sein Vertrag nicht verlängert wurde.
In seiner Zeit bei den Bruins wurde er sechsmal (2009, 2011, 2012, 2013, 2018 und 2019) zum slowakischen Eishockeyspieler des Jahres gewählt.

### Washington Capitals und Rückkehr zu den Islanders (2020–2022)
Im Dezember 2020 schloss sich Chára als Free Agent den Washington Capitals im Rahmen eines Einjahresvertrags an. Dieser wurde im Sommer 2021 nicht verlängert, sodass er im September desselben Jahres nach 20 Jahren zu den New York Islanders zurückkehrte. Im Trikot der Islanders bestritt der Slowake dann im Februar 2022 sein insgesamt 1652. Spiel der regulären Saison in der NHL, womit er einen neuen Rekord für Abwehrspieler aufstellte, den zuvor Chris Chelios hielt. Im September 2022 gab der Slowake dann, nach insgesamt 1680 NHL-Partien, das Ende seiner aktiven Karriere bekannt.

### International
Chára, der im Juniorenbereich nie international gespielt hatte, debütierte für die Slowakei bei der Weltmeisterschaft 1999. Auch 2000, als der Vizeweltmeistertitel erreicht und er selbst in das All-Star-Team B gewählt wurde, 2001, 2004, als er in das All-Star-Team des Turniers gewählt wurde, 2005, 2007 und 2012, als die Slowaken erneut Silber gewannen und er als bester Verteidiger des Turniers auch wieder in das All-Star-Team des Turniers gewählt wurde, spielte er dort. Zudem vertrat er seine Farben bei den Olympischen Winterspielen 2006 in Turin, 2010 in Vancouver und 2014 in Sotschi. Außerdem nahm er am World Cup of Hockey 2004 für die Slowakei und am World Cup of Hockey 2016 im Team Europe, mit dem er den zweiten Platz belegte.
Im Jahre 2025 wurde Chára in die beiden wesentlichen Eishockey-Ruhmeshallen aufgenommen, die Hockey Hall of Fame und die IIHF Hall of Fame.

## Erfolge und Auszeichnungen
| - 1998 Teilnahme am AHL All-Star Classic - 1998 AHL All-Rookie Team - 2003 Teilnahme am NHL All-Star Game - 2004 NHL First All-Star Team - 2005 Schwedischer Vizemeister mit Färjestad BK - 2006 NHL Second All-Star-Team - 2007 Teilnahme am NHL All-Star Game - 2008 Teilnahme am NHL All-Star Game - 2008 NHL Second All-Star-Team - 2009 Teilnahme am NHL All-Star Game - 2009 James Norris Memorial Trophy - 2009 NHL First All-Star Team - 2009 Slowakischer Eishockeyspieler des Jahres - 2011 Teilnahme am NHL All-Star Game | - 2011 NHL Plus/Minus Award (nicht offiziell vergeben) - 2011 Stanley-Cup-Gewinn mit den Boston Bruins - 2011 Mark Messier Leadership Award - 2011 NHL Second All-Star-Team - 2011 Slowakischer Eishockeyspieler des Jahres - 2012 Teilnahme am NHL All-Star Game - 2012 NHL Second All-Star Team - 2012 Slowakischer Eishockeyspieler des Jahres - 2013 Teilnahme am KHL All-Star Game - 2013 Slowakischer Eishockeyspieler des Jahres - 2014 NHL First All-Star Team - 2018 Slowakischer Eishockeyspieler des Jahres - 2019 Slowakischer Eishockeyspieler des Jahres |

### International
| - 2000 Silbermedaille bei der Weltmeisterschaft - 2000 Zweites All-Star-Team der Weltmeisterschaft - 2004 All-Star-Team der Weltmeisterschaft - 2012 Silbermedaille bei der Weltmeisterschaft - 2012 Bester Verteidiger der Weltmeisterschaft | - 2012 All-Star-Team der Weltmeisterschaft - 2016 Zweiter Platz beim World Cup of Hockey - 2025 Aufnahme in die IIHF Hall of Fame - 2025 Aufnahme in die Hockey Hall of Fame |

## Karrierestatistik

### International
| Vertrat die Slowakei bei: - Weltmeisterschaft 1999 - Weltmeisterschaft 2000 - Weltmeisterschaft 2001 - Weltmeisterschaft 2004 - World Cup of Hockey 2004 - Weltmeisterschaft 2005 | - Olympischen Winterspielen 2006 - Weltmeisterschaft 2007 - Olympischen Winterspielen 2010 - Weltmeisterschaft 2012 - Olympischen Winterspielen 2014 | Vertrat Team Europa bei: - World Cup of Hockey 2016 |

(Legende zur Spielerstatistik: Sp oder GP = absolvierte Spiele; T oder G = erzielte Tore; V oder A = erzielte Assists; Pkt oder Pts = erzielte Scorerpunkte; SM oder PIM = erhaltene Strafminuten; +/− = Plus/Minus-Bilanz; PP = erzielte Überzahltore; SH = erzielte Unterzahltore; GW = erzielte Siegtore; 1 Play-downs/Relegation; Kursiv: Statistik nicht vollständig)

## Persönliches
Sein Vater Zdeněk vertrat die Tschechoslowakei bei den Olympischen Sommerspielen 1976 in Montreal als Ringer.